# GSC5391-2358
GSC5391-2358 — хімічно пекулярна зоря спектрального класу Sr, що має видиму зоряну величину в смузі V приблизно 10,2.